# Sito archeologico di Fiavé
Il sito archeologico di Fiavé, nell'omonimo comune, comprende l'area meridionale del Biotopo Fiavé, antico laghetto di origine glaciale, ora torbiera, presso il quale si insediarono diverse comunità umane nel corso del Mesolitico, del Neolitico e soprattutto dell'età del Bronzo. Data l'importanza e la quantità dei ritrovamenti il sito è stato dichiarato nel 2011 Patrimonio dell'umanità dall'UNESCO insieme ad altri 110 siti palafitticoli del territorio alpino.

## Dalla scoperta alla dichiarazione UNESCO
Come accaduto in molti altri casi sul versante meridionale delle Alpi, anche il sito palafitticolo di Fiavè venne individuato, tra il 1853 e il 1863, in seguito allo sfruttamento industriale della torba. Fino agli anni ’60 del secolo scorso l’interesse attorno alle scoperte qui effettuate si era limitato alla raccolta dei materiali archeologici e a piccoli saggi di scavo.Ricerche sistematiche sono invece state promosse, tra il 1969 e il 1975, dal Museo Tridentino di Scienze Naturali e, successivamente, dall'Ufficio Beni Archeologici della Provincia Autonoma di Trento, sotto la direzione di Renato Perini. Gli scavi stratigrafici effettuati nella parte meridionale dell’antico lago hanno portato alla luce diversi villaggi palafitticoli pre-protostorici.
A partire dal 1980, sotto la direzione di Perini e poi di Franco Marzatico, sono state intraprese nuove indagini mirate alla scoperta di altre aree insediate, ma soprattutto alla raccolta, tramite carotaggi, di informazioni concernenti l’evoluzione del paleoambiente e le tracce dell’impatto antropico su di esso.
Nel contempo, l'Ufficio beni archeologici di Trento fece acquisire l'area al patrimonio pubblico, attuò la dichiarazione di interesse culturale (vincolo) e attrezzo l'area archeologica per la visita, lasciando sul posto i pali venuti alla luce nel corso degli scavi. Una volta tolte le pompe che permisero agli archeologi di lavorare all'asciutto, l'acqua, che permea gli strati torbosi come in una spugna, allagò immediatamente l'area degli scavi, ricoprendo i pali quasi completamente. Questo ha permesso di mantenerli in buone condizioni al di fuori dell'originario deposito torboso, un ambiente quasi completamente privo di ossigeno (e quindi di agenti decompositori) che ne aveva permesso la conservazione per migliaia di anni.
Nel 2011 l'UNESCO dichiara Patrimonio dell'umanità 111 siti archeologici presenti sulle Alpi fra cui quello di Fiavé.
L'anno successivo (14 aprile 2012) viene inaugurato il Museo delle Palafitte di Fiavé, interamente dedicato all'area naturalistico - archeologica e alle ricerche ivi condotte. Il Museo espone una selezione dei materiali rinvenuti, tra cui l'eccezionale collezione di manufatti in legno preistorici, una delle più importanti d'Europa.

## I villaggi palafitticoli di Fiavé[2]

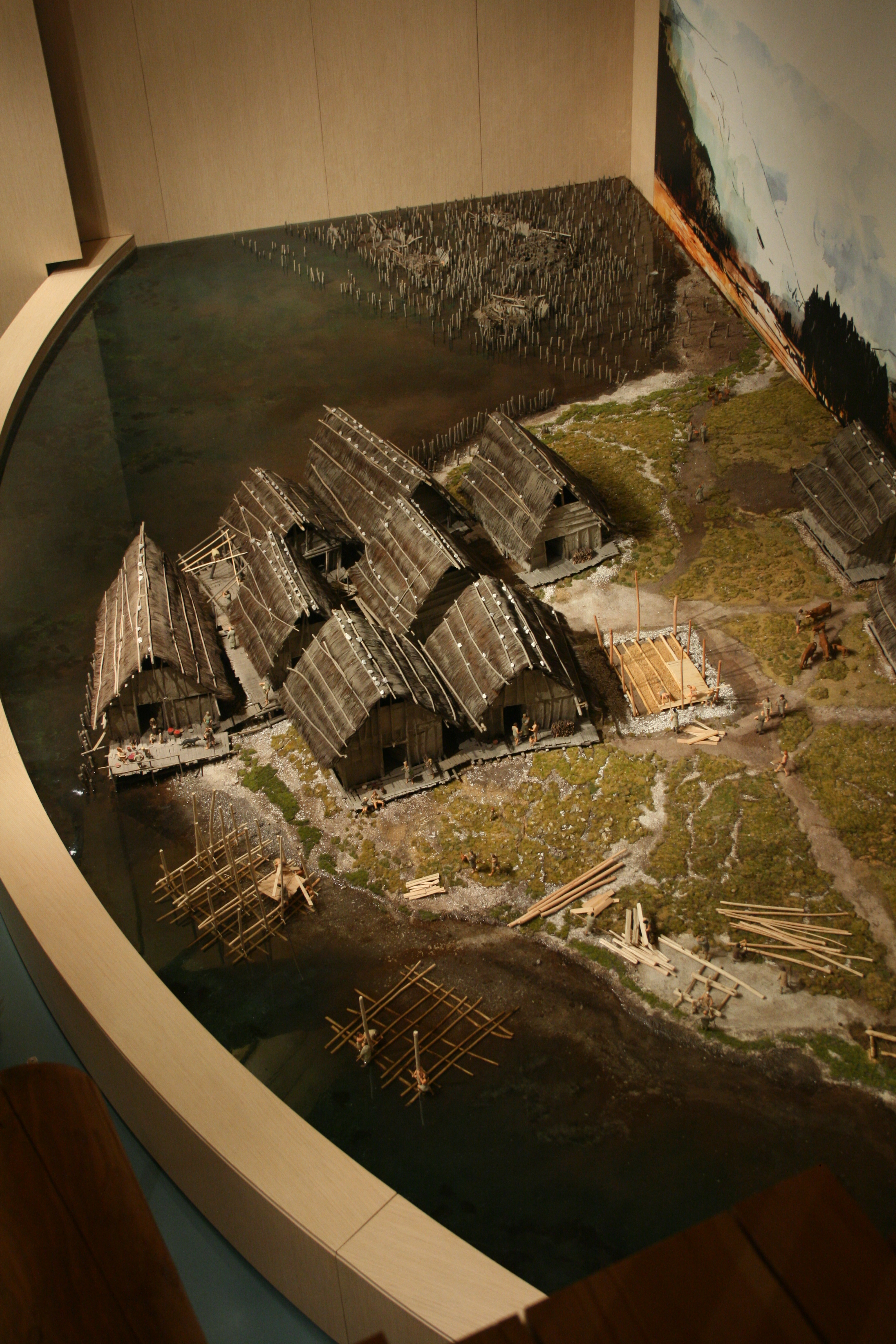
Plastico del villaggio Fiavé 6 in fase di costruzione con accanto (in alto nella foto) il "campo di pali" del villaggio "Fiavè 3-4-5" abbandonato

Analogamente a molti altri laghi alpini, anche il Carera fu periodicamente frequentato dall'uomo per accampamenti stagionali nel corso del Mesolitico (VII millennio a.C..), come sembrerebbero indicare le tracce di industria litica individuate nella zona 5, ma le prime testimonianze di un abitato relativamente stabile sono databili al tardo Neolitico (fase Fiavé 1 / prima metà del IV millennio a.C.). Questo insediamento sorgeva in corrispondenza di un debole rilievo all'interno del bacino del lago (l'"isoletta" - zona 1). Le tracce di abitazioni sono state rinvenute sia a livello del suolo dell'antica isoletta, sia su una struttura di bonifica lungo la sponda realizzata con tronchi di larice e pino e colmata con frasche.
Ad una fase ancora poco conosciuta, relativa all'inizio dell'antica età del Bronzo (fase Fiavé 2 / XXII-XIX sec. a.C.) individuata sempre nella zona 1, segue l'edificazione di almeno due nuclei d'abitato, distanti circa 250 m nelle zone 2 e 4 (fase Fiavé 3 / XVIII – prima metà del XVII sec. a.C.), caratterizzati da strutture in elevato sull'acqua sorrette da pali prevalentemente di abete rosso, di 9 – 10 m di lunghezza complessiva, piantati nel limo del fondo lacustre per 5 – 6 m.
La zona 2 continua ad essere occupata con le medesime modalità insediative anche nel Bronzo medio iniziale e centrale (fasi Fiavé 4  e Fiavé 5 / II metà del XVII –XVI sec. a.C.) producendo, grazie a ristrutturazioni e nuovi impianti, un fitto "campo di pali". All'abbandono del villaggio eretto su pali isolati, ritorna ad essere occupata, sempre nel corso della media età del Bronzo, l'isoletta o, per meglio dire, la penisola, dato che l'accrescimento progressivo della torba l'aveva congiunta alla sponda lacustre.
L'insediamento della fase Fiavé 6 (XV – I metà XIV sec.a.C.) presenta molteplici ed anche originali soluzioni strutturali, sia su terreno asciutto, sia sulla sponda e oltre la riva. I pali verticali che dovevano sorreggere le piattaforme sull'acqua erano saldamente vincolati ad una platea reticolata formata da tronchi e travi adagiati sul fondo lacustre. Lo spazio abitato era racchiuso da una palizzata rivolta verso il centro del lago.
Con l'età del Bronzo recente (Fiavé 7 / II metà XIV sec. a.C. – XIII sec. a.C.) si riducono le testimonianze insediative lungo le sponde dell'ex lago Carera e tuttavia ciò non comporta l'abbandono dell'area.
Sul Dos Gustinaci, rilievo morenico al margine meridionale del bacino (Fiavé 3), sono stati ritrovati terrazzamenti e tracce di muratura a secco relativi ad alcune abitazioni a pianta quadrangolare, ultime testimonianze della presenza stabile dell'uomo in prossimità del lago.